# Melissa Belote
Melissa Louise Belote (Washington, 16 ottobre 1956) è un'ex nuotatrice statunitense.
Specializzata nel dorso ha vinto tre medaglie d'oro Giochi olimpici di Monaco di Baviera 1972: nei 100 m e 200 m dorso e nella staffetta 4x100 m misti.
È stata primatista mondiale dei 200 m dorso e della staffetta 4x100 m misti.
È una dei Membri dell'International Swimming Hall of Fame.

## Palmarès
- Olimpiadi

Monaco di Baviera 1972: oro nei 100 m e 200 m dorso e nella staffetta 4x100 m misti.
- Mondiali

1973 - Belgrado: oro nei 200 m dorso, argento nei 100 m dorso e nella staffetta 4x100 m misti.